# Popular Monster
Popular Monster — пятый студийный альбом американской рок-группы Falling in Reverse, вышедший 16 августа 2024 на лейбле Epitaph Records.
Это последний альбом, в записи которого принял участие Дерек Джонс, один из основателей группы, умерший в 2020 году. В записи альбома также приняли участие приглашённые музыканты: рэпер Tech N9ne, вокалист Slaughter to Prevail Александр Шиколай, кантри-певец и рэпер Jelly Roll, а также бывшая участница All Elite Wrestling и рестлер WWE Сарая Бевис. В поддержку альбома с августа 2024 по март 2025 года прошёл тур, в рамках которого Falling in Reverse посетили города в США, Мексике, странах Европы и Австралии.
Альбом получил смешанные отзывы критиков. Ряд изданий высоко оценил смелый жанровый синтез попа, рэпа и метала, отметив уникальное звучание группы и харизматичное лидерство Ронни Радке. Некоторые из критиков выразили сдержанный энтузиазм, указав на концептуальную цельность альбома при отсутствии революционных находок. В то же время были и те, кто подверг альбом резкой критике, поставив под сомнение его музыкальную ценность. 
Popular Monster дебютировал на 12-й позиции в американском чарте Billboard 200. Он также достигал первого места в чартах Billboard Hard Rock Albums и Independent Albums от Billboard, а также получил золотой статус по сертификации RIAA в США. В 2024 году альбом был номинирован на премию Billboard Music Awards в категории «Лучший хард-рок альбом». По состоянию на февраль 2025 года тираж пластинки в США достиг 892 000 копий.

## Предыстория
С момента основания Falling in Reverse их студийные альбомы выходили каждые два года. Четвёртый альбом Coming Home вышел в 2017 году и оказался не очень успешным, а по словам фронтмена группы Ронни Радке — вовсе провалился. Из-за этого музыкант решил отдать предпочтение выпуску синглов вместо альбома. На такой шаг музыканта вдохновили рэперы и в частности Дрейк, и, по словам Радке, синглы оказались успешными, поскольку он понял, что может уделять больше времени написанию песен перед их релизом. Большую популярность в TikTok получила песня «Good Girls Bad Guys» из дебютного альбома группы The Drug in Me Is You, вышедшего ещё в 2011 году; в декабре 2019 года и сам альбом получил золотой статус RIAA. По мнению Радке, при классическом подходе с релизами альбомов целиком, автор в силах создать несколько хитов, тогда как остальные песни в альбоме будут просто филлерами, потому что творческий потенциал музыканта, считает Радке, со временем иссякает и его хватает на ограниченное количество вещей. В противовес этому музыкант приводит подход к созданию музыки в виде отдельных синглов, когда сначала снимается клип, потом выпускается сингл и на этом сосредотачивается всё ваше творчество. В одном из интервью Радке признался, что в сложившейся ситуации такой подход даёт наилучший результат. Фронтемен Falling in Reverse положительно отозвался и о реакциях на их клипы в YouTube, назвав это бесплатным маркетингом и рассказал о притоке новых фанатов, не слышавших до этого музыку Falling in Reverse.

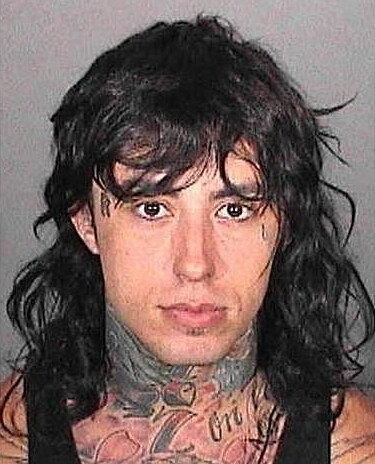
Ронни Радке в 2012 году на фото под арестом, ставшем обложкой альбома

7 мая 2024 года группа анонсировала свой пятый студийный альбом Popular Monster, в который вошли выпущенные за последние пять лет синглы. Изначально релиз был намечен на 26 июля 2024 года, но затем его перенесли на 16 августа. Обложкой альбома стало фото под арестом Ронни Радке в 2012 году, сделанное полицейским департаментом Глендейла после ареста музыканта по обвинению в домашнем насилии.

## Синглы и видеоклипы
20 ноября 2019 года Falling in Reverse выпустили синглом песню «Popular Monster». Эта работа, давшая название будущему альбому, гармонично сочетает элементы металкора и рэпкора. О песне Радке сказал:
Popular Monster — это голос в моей голове, надеющийся, что ты прислушаешься… Это история героя, ложно обвинённого и растоптанного обществом. Она показывает, что происходит, когда тебя доводят до предела. Ты становишься именно тем, кем тебя называют, именно тем, кем они хотят, чтобы ты был — монстром.
Оригинальный текст (англ.)Popular Monster' is the voice inside my head, hoping you will listen… It's the story of a hero that's been falsely accused and torn down by society. It shows what happens when you get pushed too far. You become exactly what they say you are, exactly what they want you to be — a monster.

В видеоклипе на эту песню загнанный в тупик герой в исполнении Радке превращается в ужасного оборотня. «Popular Monster» стал первым платиновым синглом для группы, разошедшимся тиражом более одного миллиона экземпляров, а также стала их первым синглом, который возглавивил чарт Mainstream Rock журнала Billboard. Эта композиция стала последней, в записи которой принял участие один из основателей группы, ритм-гитарист Дерек Джонс, скончавшийся 21 апреля 2020 года от субдуральной гематомы. По общему признанию, стратегия с целенаправленным продвижением синглов, взятая на вооружение Радке, сработала даже лучше, чем ожидал музыкант.
О, нет, они никогда не отпустят то, что ты сказал 10 лет назад. Они тебя отменяют, и не остановятся, пока все не станут зомбированными
5 января 2022 года Falling in Reverse выпустили сингл и клип «Zombified». Песня была написана Ронни Радке совместно с Коди Квистадом из Wage War и Джоном Лундином из Point North, а режиссёром видеоклипа уже традиционно стал Дженсен Ноэн. В мрачном клипе через песню Радке излагает точку зрения на культуру отмены, политкорректность и воукизм на фоне нашествия зомби, начавшегося прямо во время репетиции Falling in Reverse. Одновременно с выходом «Zombified» в своих соцсетях группа анонсировала мини-альбом Neon Zombie, в который должна была войти песня, однако этот EP так и не был выпущен. «Zombified» стала второй песней в истории группы после «Popular Monster», которая возглавила чарт Hot Hard Rock Songs журнала Billboard. По данным MRC Data, на которые опирался Billboard, за первую полную неделю отслеживания (с 7 по 13 января) «Zombified» лидировал с 2,4 миллионами прослушиваний, 309 000 прослушиваний на радио и 2700 загрузок.
Уже 31 мая в виде сингла группа выпустила следующую песню — «Voices in My Head», это произошло в преддверии тура Rockzilla Summer Tour, который Falling in Reverse провели по городам США вместе с Papa Roach, Hollywood Undead и Bad Wolves. В видеоклипе на песню, снова снятом Дженсеном Ноеном, некоторые зрители усмотрели оскорбление Machine Gun Kelly (в клипе Радке в образе снайпера стреляет в себя же в образе, похожем на MGK). Музыкант назвал такие заявления ложными, заявив, что блондин в клипе — это он сам из времён альбома Coming Home и клипа на песню «Losing My Life». Говоря о клипе «Voices in My Head», Радке признался, что хотел запечатлеть, «каково это — бороться с собственным прошлым, настоящим и будущим восприятием себя, а также с голосами у каждого в голове, которые мешают им полностью раскрыть свой потенциал».
31 января 2023 года вышел «Watch the World Burn» — первый сингл Falling in Reverse, добравшийся до чарта Billboard Hot 100 и достигший там 83 места. Песня добилась успеха и в чартах других стран, дебютировав на 95-м месте в британском чарте синглов UK Singles Chart и в главном канадском чарте Billboard Canadian Hot 100 сингл дебютировал на 77-м месте. С релизом сингла был выпущен видеоклип, снова снятый Дженсеном Ноеном. В клипе Радке в роли суперзлодея сжигает планету. В одной из сцен персонаж, похожий на экс-вокалиста Skid Row Себастьяна Баха, получает по голове падающими сверху ноутбуками, что стало отсылкой к скандалу, когда Бах в Твиттере нападал на Радке за то, что Falling In Reverse отменили концерт из-за кражи ноутбуков группы.
26 июня 2023 года вышел «Last Resort (Reimagined)» — симфонический кавер на песню Papa Roach. Вокалист Papa Roach Джекоби Шэддикс признался, что был потрясён и очень впечатлён этим кавером.
7 мая 2024 года группа выпустила сингл «Ronald», в записи которого приняли участие рэпер Tech N9ne и вокалист Slaughter to Prevail Александр Шиколай. 6 июня 2024 года группа выпустила сингл «All My Life» совместно с Jelly Roll. Клип на песню «Prequel» был выпущен одновременно с выходом альбома 16 августа 2024 года.

## Отзывы критиков
| Оценки критиков | Оценки критиков |
| Источник        | Оценка          |
| --------------- | --------------- |
| AllMusic        | [ 28 ]          |
| Blabbermouth    | 8/10            |
| Sputnikmusic    | 3,3/5           |
| Wall of Sound   | 6,5/10          |

Альбом получил смешанные отзывы критиков. Энн Эриксон из Blabbermouth поставила альбому оценку 8 из 10, назвав Радке и Falling in Reverse законодателями моды в этом альбоме. Рецензентка отметила, что Popular Monster не похож ни на что другое в мире металкора и пост-хардкора. Эксперименты Falling in Reverse в этом альбоме она сравнила с группами Bad Omens и Sleep Token в их смелом стремлении смешать поп и рэп с металлом. По мнению Эриксон, у Falling in Reverse действительно есть свой собственный звук, и это «настоящее сокровище». В своём рейтинге 11 лучших рок-альбомов 2024 года онлайн-журнал Loudwire поставил Popular Monster на третье место после I Want Blood Джерри Кантрелла и From Zero Linkin Park.
Саймон К. из Sputnikmusic поставил альбому оценку 3,3 из 5, не найдя в альбоме чего-то революционного или ошеломляющего, но отметив, что Popular Monster по-прежнему невероятно увлекателен и эффективен в своём подходе. Размышляя о том, что нынешние времена довольно мрачны, рецензент приходит к выводу, что такая музыка просто необходима для них, ставя в пример успех группы Limp Bizkit, существующей уже почти тридцать лет, в то время как другие канули в Лету. Люди хотят слушать невероятную музыку, считает автор рецензии, которая одновременно вычурна, нелепа и весела, и именно это предлагает Popular Monster. По его мнению, временами альбом абсурден, уморительно тяжёл, а временами вызывает содрогание и в значительной степени вторичен с разбиванием в пух и прах всех клише и стереотипов жанра, из которого он извлечён. Тем не менее, считает Саймон К., если собрать всё воедино, результат впечатляет и хотя Popular Monster далёк от идеала, его действительно интересно слушать.
Пол Браун из Wall of Sound оценил альбом на 6,5 баллов из 10, написав, что Popular Monster заставит вас танцевать и одновременно задавать вопросы окружающему миру. Рецензент назвал эту работу концептуальным альбомом для восхождения прославленного Rolling Stone, а Ронни Радке он назвал настоящим гением, магом сложной лирики и Фредом Дёрстом нового поколения. Музыкальный портал AllMusic оценил альбом на две с половиной звезды из пяти и отметил, что Popular Monster продолжает «традиционную для группы смесь металкора, попа, рэпа и электроники».
Альбом получил несколько резко негативных критических отзывов. Люк Нютейл из The Soundboard назвал альбом мусором и сравнил Ронни Радке с Томом Макдональдом, заявив: «Лучшее, на что Falling In Reverse могут рассчитывать в альбоме Popular Monster, — это копирование другого мошенника, также известного своим невыносимым публичным образом, превосходящим любую музыку». Помимо прочих колкостей в сторону группы, Нютейл в своей рецензии называет поклонников творчества группы и альбома болванами и аудиторией, для которой качество не имеет значения. Рэйчел Пимблетт из Still Listening поставила альбому нулевую оценку и не поняла, как у такой группы, как Falling in Reverse, всё ещё есть сцена, да ещё и такая большая.

## Коммерческий успех
Popular Monster дебютировал на 12-й строчке в американском чарте Billboard 200 с 31 000 проданных копий за первую неделю после релиза. Также пластинка дебютировала на вершине чарта Billboard Hard Rock Albums. В США альбом получил золотой статус от RIAA. В 2024 году Popular Monster был номинирован на премию Billboard Music Awards 2024 в категории «Лучшие хард-рок альбомы». К февралю 2025 года в США альбом был продан тиражом уже 892 000 копий.
Тур Popular MonsTOUR II: World Domination в поддержку альбома прошёл с августа 2024 по март 2025 года: группа посетила города в США, Мексике и странах Европы, завершив тур в Австралии. К туру присоединялись Tech N9ne, Slaughter to Prevail, Hollywood Undead, Dance Gavin Dance и Black Veil Brides. Однако часть тура группы по Великобритании, намеченная на декабрь 2024 года, была отменена из-за отказа Ронни Радке в получении въездной визы, причиной отказа стал его тюремный срок.

## Список композиций
| №                   | Название                                      | Текст песни                                                 | Музыка                                                                                 | Продюсеры                   | Длительность |
| ------------------- | --------------------------------------------- | ----------------------------------------------------------- | -------------------------------------------------------------------------------------- | --------------------------- | ------------ |
| 1.                  | «Prequel»                                     | Ронни Радке, Тайлер Смит                                    | Радке, Макс Георгиев, Кристиан Томпсон, Тайлер Бёрджесс, Люк Холланд                   | Радке, Смит, Чарльз Массабо | 3:53         |
| 2.                  | «Popular Monster»                             | Радке, Коди Квистад, Смит                                   | Радке, Георгиев, Дерек Джонс, Бёрджесс, Джонни Мэли, Смит, Квистад                     | Радке, Смит, Массабо        | 3:40         |
| 3.                  | «All My Life» (feat. Jelly Roll)              | Радке, Джейсон Дефорд, Джерис Джонсон, Квистад, Смит        | Радке, Георгиев, Томпсон, Бёрджесс, Холланд, Джонсон                                   | Радке, Смит, Массабо        | 3:10         |
| 4.                  | «Ronald» (feat. Tech N9ne and Alex Terrible)  | Радке, Джейсон Ричардсон, Аарон Донтез Йейтс, Холланд, Смит | Радке, Георгиев, Томпсон, Бёрджесс, Холланд, Ричардсон, Йейтс, Александр Шиколай, Смит | Радке, Смит, Массабо        | 3:16         |
| 5.                  | «Voices in My Head»                           | Радке, Массабо, Квистад, Смит                               | Радке, Георгиев, Томпсон, Бёрджесс, Холланд, Квистад, Смит                             | Радке, Смит, Массабо        | 3:11         |
| 6.                  | «Bad Guy» (feat. Saraya Bevis)                | Радке, Сарая Бевис, Смит                                    | Радке, Георгиев, Томпсон, Бёрджесс, Холланд, Квистад, Смит                             | Радке, Смит, Массабо        | 2:37         |
| 7.                  | «Watch the World Burn»                        | Радке, Квистад, Смит, Томпсон, Бёрджесс                     | Радке, Георгиев, Томпсон, Бёрджесс, Холланд, Квистад, Смит, Массабо                    | Радке, Смит, Массабо        | 3:23         |
| 8.                  | «Trigger Warning»                             | Радке, Джон Лундин                                          | Радке, Георгиев, Томпсон, Бёрджесс, Холланд, Смит                                      | Радке, Смит, Лундин         | 2:22         |
| 9.                  | «Zombified»                                   | Радке, Лундин, Квистад                                      | Радке, Георгиев, Томпсон, Уэс Хортон, Холланд, Квистад, Смит                           | Радке, Смит                 | 3:38         |
| 10.                 | «No Fear»                                     | Радке, Смит                                                 | Радке, Смит                                                                            | Радке, Смит                 | 3:48         |
| 11.                 | «Last Resort (Reimagined)» (Papa Roach cover) | Джекоби Шэддикс                                             | Тобин Эсперанс                                                                         | Радке, Смит                 | 4:43         |
| Общая длительность: | Общая длительность:                           | Общая длительность:                                         | Общая длительность:                                                                    | Общая длительность:         | 37:41        |

## Участники записи
| Falling in Reverse - Ронни Радке — ведущий вокал, программирование, продюсирование - Дерек Джонс — ритм-гитара, бэк-вокал (трек 2) - Макс Георгиев — lead guitar, бэк-вокал (кроме трека 11) - Кристиан Томпсон — ритм-гитара, бэк-вокал (кроме треков 2 и 11) - Тайлер Бёрджесс — басс-гитара, бэк-вокал (кроме треков 9 и 11) - Люк Холланд — ударные, перкуссия (кроме треков 2 и 11) | Приглашённые музыканты - Джонни Мэли — ударные, перкуссия, бэк-вокал (трек 2) - Jelly Roll — вокал (трек 3) - Tech N9ne — вокал (трек 4) - Alex Terrible — вокал (трек 4) - Saraya Bevis — вокал (трек 6) - Уэс Хортон — бас-гитара, бэк-вокал (трек 9) | Технический персонал - Тайлер Смит — струнные, запись, микширование, мастеринг, программирование, инжиниринг - Чарльз Массабо — программирование, инжиниринг, бит, вокал-продакшн, мастеринг - Коди Квистад — гитара - Шон Руни — аранжировка, оркестр, пианино (трек 11) - Джейсон Ричардсон — гитара - Джои Догерти — помощник продюсера - Тэд Дженсен — мастеринг - Бретт Гуэрвиц — арт-директор - Джонни Ропер — дополнительные ударные |

## Чарты и сертификация
| Чарт (2024—2025)                    | Высшая позиция |
| ----------------------------------- | -------------- |
| Австралия                           | 7              |
| Австрия                             | 2              |
| Бельгия (Фландрия)                  | 48             |
| Бельгия (Валлония)                  | 21             |
| Великобритания (Albums)             | 29             |
| Великобритания (Independent)        | 5              |
| Великобритания (Rock & Metal)       | 2              |
| Венгрия                             | 37             |
| Германия                            | 10             |
| Германия (Rock & Meta)              | 14             |
| Испания                             | 59             |
| Канада                              | 43             |
| Нидерланды                          | 42             |
| Новая Зеландия                      | 28             |
| Португалия                          | 95             |
| США (Billboard 200)                 | 12             |
| США (Top Hard Rock Albums)          | 1              |
| США (Independent Albums)            | 1              |
| США (Top Rock & Alternative Albums) | 5              |
| Финляндия                           | 28             |
| Франция                             | 35             |
| Франция (Rock & Metal)              | 7              |
| Швейцария                           | 9              |
| Швеция                              | 8              |

| Чарт (2024)                           | Позиция |
| ------------------------------------- | ------- |
| US Top Alternative Albums (Billboard) | 36      |
| US Top Hard Rock Albums (Billboard)   | 26      |
| US Top Rock Albums (Billboard)        | 45      |

| Страна            | Статус  | Тираж   |
| ----------------- | ------- | ------- |
| Австралия         | Золотой | 35,000  |
| Соединённые Штаты | Золотой | 500,000 |